# Agrochola causta
Agrochola causta là một loài bướm đêm trong họ Noctuidae.